# Evert Horn af Kanckas
Evert Karlsson Horn af Kanckas, född 11 januari 1585, död 30 juli 1615, var en svensk fältmarskalk och ståthållare.

## Biografi
Född på Hapsals slott växte Evert Horn upp i Finland och Estland utom då familjen åren 1591–1593 delade faderns fångenskap på Stockholms slott, Svartsjö kungsgård och Örbyhus. Evert fick en för högadeln typisk uppfostran och lärde sig latin, franska och tyska. Hans lärare var år 1592 Johannes Thubinus. I början av augusti 1602 kom han i sällskap med sin bror Henrik till Stockholm där han förmodligen skulle uppvakta riksföreståndaren inför sin utlandsresa. År 1603 höll Evert ett oratorium vid Rostocks universitet, där han eventuellt också hade studerat.
Som krigare framträdde Evert Horn då han i det andra polska kriget år 1605 följde med de svenska trupperna till Livland. På så vis kom han att vara med om det svenska nederlaget i september 1605 i slaget vid Kirkholm. Följande år sändes han till Finland för att i kusttrakterna båda upp ett tusen man att ta med sig till Pärnu. I mars 1607 bar Horn Finlands fana vid Karl IX:s kröning i Uppsala. Ett par månader senare sändes han till Emden för att hämta värvat franskt krigsfolk till Sverige. Senast 1608 blev han hovjunkare.
Sveriges konflikt med Polen fick konsekvenser också i Ryssland där den stora oredan pågick, dvs. där den valda tsaren Vasilij Sjuiski hotades av en polskstödd tronpretendent, den andre falske Dmitrij. Sjuiski bad i augusti 1608 Sverige om hjälp. I december 1608 utsågs Jakob De la Gardie till överbefälhavare i Finland med fyra underbefälhavare, bland dem den befordrade överstelöjtnanten Evert Horn. Sverige slöt i februari 1609 ett fördrag med Sjuiski om ett militärt ingripande mot ersättning för krigskostnaderna och ett löfte om att få Kexholms län.

### De la Gardieska fälttåget
I mars 1609 lämnade De la Gardie och de svenska trupperna Viborg för att via Novgorod ta sig till Moskva.  En förtrupp under ledning av Evert Horn sändes för att fördriva fienden från Staraja Russa men trupperna drog sig undan efter att ha satt staden i brand. Horn förföljde och besegrade dem vid byn Kamenka. Då den förenade svensk-ryska armén närmade sig underkastade staden Torzjok sig tsar Vasilij. Detta såg den polskstödda tronpretendenten som ett hot och sände en armé dit. Den svensk-ryska armén, där Evert Horn var det ledande befälet, besegrade motståndarna i juni 1609 men en ny polsk-rysk armé spärrade vägen till Moskva vid Tver. Efter flera dagars strider besegrade svenskarna denna. Därefter fortsatte den svenska huvudarmén mot Moskva men vid Kaljazin gjorde de svenska och finska trupperna uppror, eftersom de inte ville följa med längre in i Ryssland. De la Gardie återvände då till Tver men efter en tid gjorde trupperna på nytt uppror och De la Gardie sände Evert Horn med en stor del av de svenska och finska trupperna till Narva, där de på eget bevåg inskeppade sig till hemlandet.
Evert Horn dröjde sig kvar tills i december 1609 ca 3 000 engelsmän, skottar och fransmän anlände till Viborg. Han förde dem till Novgorod där De la Gardie hade legat i vinterläger. Den svenska huvudstyrkan tågade därefter mot Moskva och kunde tåga in i staden den 12 mars 1610. Horn ledde därefter olika kampanjer mot de polsk-ryska trupperna väster om Moskva. I juni 1610 ryktades det att polackerna hade brutit upp mot Moskva från sin stödpunkt i Smolensk och den svensk-ryska armén sändes mot dem. Horns trupper förenade sig med De la Gardies armé längre västerut och vid midsommartid möttes arméerna vid Klusjino, ett slag som blev ett stort nederlag för svenskarna. En orsak till detta var att de utländska legotrupperna gjorde uppror, eftersom de inte hade fått sold. Även om solden utbetalades lät de sig inte blidkas då de misstänkte att De la Gardie och Horn hade lagt beslag på penningtillgångarna. I ett brev till tsaren betonade De la Gardie att Horn hade gjort stora personliga utlägg för att betala sold till trupperna och det är möjligt att han nu hade återtagit sin rättmätiga andel. Efter Klusjino var det polackerna som dominerade i den ryska politiken. De la Gardie drog sig tillbaka till Viborg medan Horn gjorde mindre militära kampanjer i Ingermanland.

### Det ingermanländska kriget
Efter motgångarna i det ryska kriget och tsar Vasilijs avsättning siktade den svenska politiken till att sätta en svensk prins på den ryska tronen.  I januari 1611 sände De la Gardie en truppenhet för att erövra Kexholms fästning och tågade med en svensk armé till Volchov. Eftersom platsen hade sjöförbindelse till Sverige slog han läger där. Evert Horns uppgift var att stärka förbindelsen genom att bygga fästet Nyenskans. Han försökte också ordna transporter av förnödenheter över Koporje trots att det var både dyrt och svårt. Då förhandlingarna med ryssarna inte framskred angrep svenskarna i juli 1611 under ledning av Horn Novgorod. Staden erövrades och blev en bas för den svenska krigsmakten till år 1617. Horns krigshandlingar under sensommaren riktades mot Nöteborg, Pskov och andra gränsfästningar i nordvästra Ryssland. Framgångarna uteblev eftersom han inte hade artilleri. På hösten slog han därför läger vid Narva i förhoppningen att få artilleri därifrån. Då detta misslyckades tågade han till Nöteborg för att försöka förmå staden att liksom Novgorod gå in för att välja en svensk prins till tsar. Inte heller det lyckades och i december 1611 var Horn tillbaka i Novgorod.
Evert Horn lyckades i februari 1612 fördriva kosackerna från Novgorodtrakten. I juni sändes han till Ingermanland och kunde där under sommaren erövra fästena Koporje och Jama. I augusti inledde han belägringen av Ivangorod som föll i december. Han utsågs det året till överste och nästkommande år utsågs han till fältmarskalk samt blev han ståthållare över Narva, Ivangorod, Jama och Koporje. På vintern 1613 förföljde Horn polska frikårer vid sjön Ilmen men kom i juni till Stockholm. Där fick han fullmakt som kommissarie vid förhandlingarna med de ryska och novgorodska ständerna och utsågs till ståthållare på Narva, Ivangorod, Jama och Koporje. Därefter hade han permission för att fira bröllop med Margareta Fincke. I juli utsågs han till fältmarskalk i Ryssland medan De la Gardie förhandlade om prins Karl Filips kandidatur som rysk tsar. I början av september kunde Horn ta emot nya trupper i Narva. Han förde dem mot Gdov men gav upp belägringen och drog sig sedan till Novgorod. I det skedet avbröts också förhandlingarna om en svensk tsar.
I början av år 1614 sändes Evert Horn till Ivangorod och utsågs åter till ståthållare över Narva och de närliggande fästningarna. Därifrån tog sig Horn till Viborg för att invänta kung Gustav II Adolf som kom dit i april. Kungen sände Horn till Narva och följde själv efter dit i juni. Under ledning av Horn erövrades Gdov i september. Kungen och De la Gardie återvände därefter till Sverige och Horn hade på nytt den dubbla uppgiften att vara förhandlare och överbefälhavare i Ryssland. Förhandlingarna misslyckades och avbröts helt i mars 1615. Krigsmålet under samma tid var Pskov och viktigast var att hindra tillförseln av livsmedel dit.  Kungen återvände till Narva i juli 1615 och förde de svenska trupperna mot Pskov. Svenskarna demonstrerade sin militära styrka för de belägrade i staden men en liten grupp kosacker gjorde ett utfall.  Offer för deras kulor blev Horn som avslöjade sin ställning genom sin granna utstyrsel. Kungen fortsatte belägringen men måste ge upp försöket i oktober 1615.
Evert Horns stoft fördes till Finland och kungen var själv närvarande  då han jordfästes på sin sätesgård Kankas under sina egna segerfanor. I februari 1616 gravsattes han i Helga Lekamens kor i Åbo domkyrka.

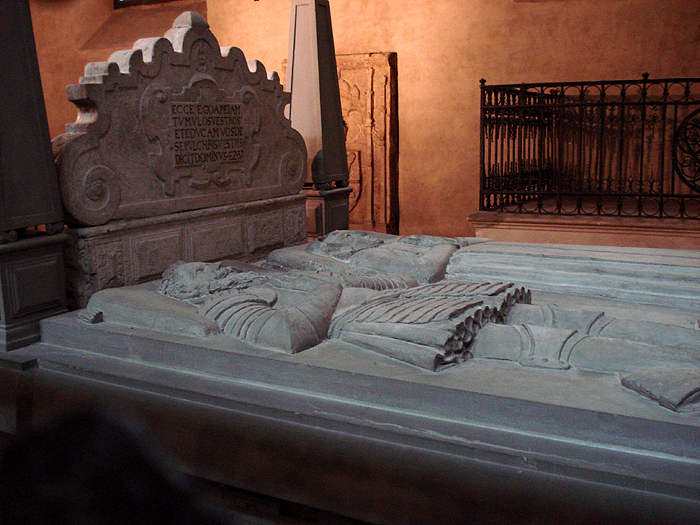
Evert Horns och hans maka Margareta Finckes sarkofag i Åbo domkyrka

## Familj
Evert Horn var son till fältmarskalken Karl Horn och Agneta von Dellwig.
Evert Horn gifte sig 1613 med Margareta Fincke (död 1647), dotter till riksrådet, ståthållaren på Nyslott Gödik Fincke och hans första hustru Ingeborg Boije.
Efter överenskommelse med de äldre bröderna ärvde Evert Horn faderns sätesgård Kankas i Masku. Margareta Fincke bodde även på Autis i Villnäs.

### Son
- Gustaf (1614–1666), svenskt riksråd, lagman, fältmarskalk och generalguvernör.